# .срб
De domeinnaamextensie .срб is de cyrillische vorm van de domeinnaamextensie voor Servië.
Aangezien de letter W geen deel uitmaakt van het cyrillische schrift wordt soms "њњњ." gebruikt als cyrillisch equivalent van "www." Zo is de website van Radio Televizija Srbije bereikbaar via њњњ.ртс.срб. De reden voor de keuze van њњњ is dat de letter Њ op Servisch-cyrillische toetsenborden dezelfde plaats inneemt als de letter W op QWERTY-toetsenborden.